# Вулкан (скульптура)
«Вулкан» — статуя высотой 56 футов (17 метров) в американском городе Бирмингем, штат Алабама, представляющая Вулкана (древнеримского бога огня и кузницы).
Одна из самых высоких статуй в США и символ одного из крупнейших в США центров чёрной металлургии. Представляла Бирмингем на Всемирной выставке 1904 года в Сент-Луисе.

## История
По заказу бирмингемского клуба Commercial Club, итальянский скульптор Джузеппе Моретти начал проектировать монументальную фигуру в 1903 году, используя для этого 6-футовую (183 см) модель. После этого создал мастер-модель из глины в недостроенной церкви в городе Пассейик, штат Нью-Джерси. Затем модель была разделена на секции и доставлена по железной дороге в бирмингемскую компанию Birmingham Steel and Iron Company, где началась подготовка литейных форм для чугуна.
За свою работу Джузеппе Моретти получил гонорар в размере 6000 долларов, что на сегодняшний день составляет около 90 тысяч долларов. Бирмингемский коммерческий клуб проводил различные художественные и спортивные мероприятия, чтобы собрать приблизительно 15 000 долларов (225 000 долларов на сегодня), которые потребовались для транспортировки и строительства статуи. Также для сбора средств на Всемирной выставке в Сент-Луисе и в самом Бирмингеме продавались миниатюрные статуэтки из металла с изображением Вулкана по цене два доллара за штуку.
Полая скульптурная конструкция состояла из 29 чугунных компонентов с соединительными фланцами, которые скреплялись внутри. Самая тяжёлая часть — голова, которая весит 4 990 кг. Полный вес только фигуры бога Вулкана составляет 45 359 кг. С учётом других предметов — наковальни, молота и наконечника копья — статуя весит 54 431 кг и стоит на постаменте высотой 37 метров. Окружность грудной клетки Вулкана — около 7 метров, окружность талии — около 6 метров.

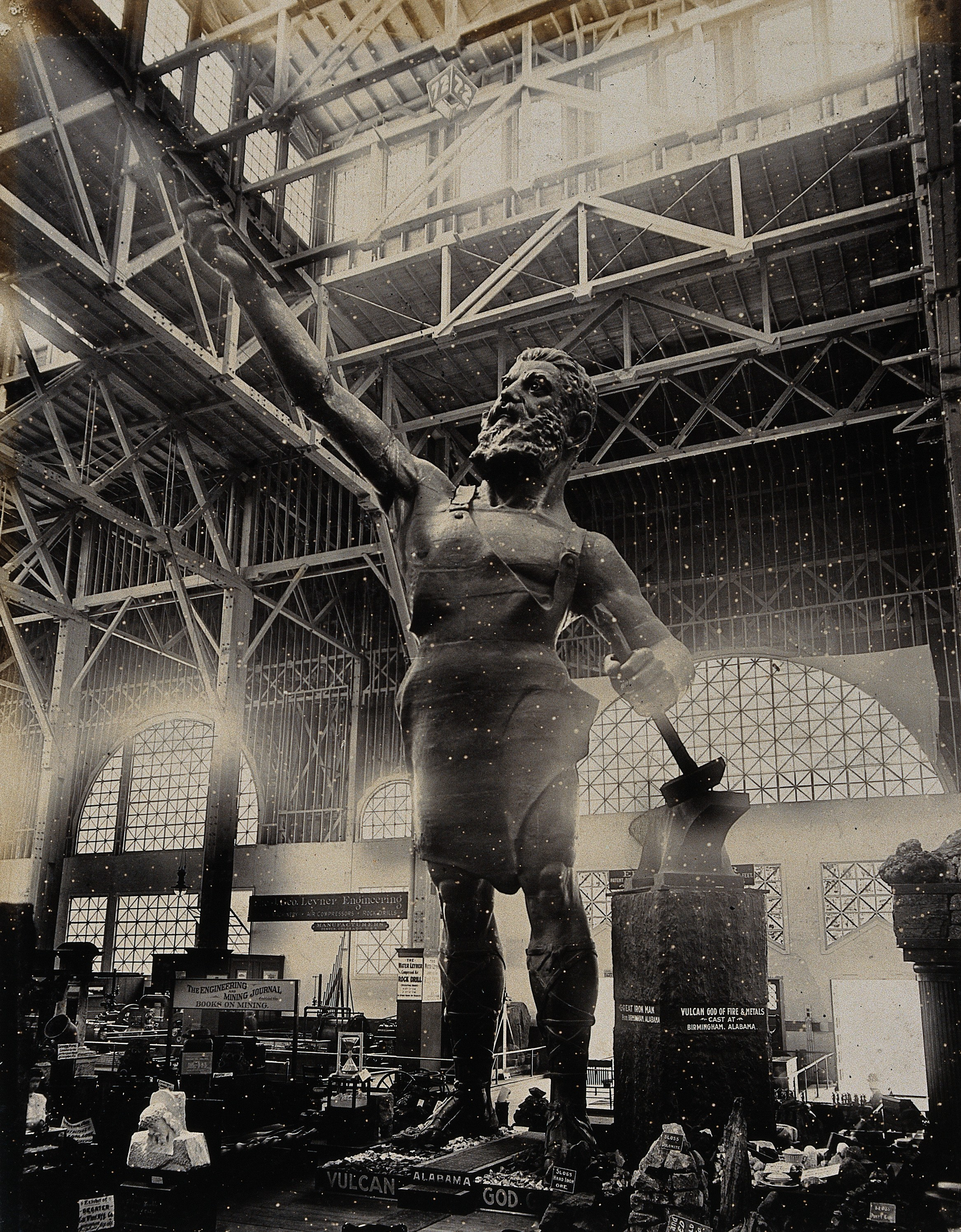
Статуя на Всемирной выставке

Статуя была отправлена в Сент-Луис на Всемирную выставку 1904 года, где воплощала минеральные богатства и производственные возможности района города Бирмингема. Была удостоена «Гран-при». По окончании выставки скульптура была демонтирована и возвращена в Бирмингем. Здесь она была установлена на Ярмарочном комплексе штата Алабама без копья, которое было потеряно по дороге из Сент-Луиса. На протяжении многих лет, пока не было сделано новое копьё, скульптура использовалась для целей рекламы — Вулкан держал в руках мороженое, бутылку кока-колы и даже продукты компании Heinz. В конце 1920-х годов статуя была разобрана для осмотра, окрашена в телесный цвет и заново собрана в начале 1930-х годов.
Только в 1936 году для статуи нашли подходящее место во вновь созданном городском парке на вершине Красной горы. Вулкан был поднят на 38,4-метровый постамент из местного песчаника. У скульптуры было новое копьё, в левой руке находился молот. В 1946 году Молодежная торговая палата США решила сделать статую символом безопасности дорожного движения — копьё было заменено неоновым факелом, который светился зелёным цветом, за исключением 24 часов после каждого дорожно-транспортного происшествия со смертельным исходом, когда он светился красным цветом. В 1949 году рядом с монументом появились антенны радио-телевизионных компаний, которые по соседству разместили свои студии на Красной горе.

План последней реконструкции

В честь празднования столетия Бирмингема, в 1971 году площадь вокруг статуи была перестроена. Постамент скульптуры был облицован мрамором из Алабамы, к нему добавили лифт и создали смотровую площадку. 6 июля 1976 года монумент с Вулканом был включён в Национальный реестр исторических мест США (# 76000333). Статуя внутри до груди Вулкана была заполнена бетоном и постепенно начала разрушаться из-за различий в скорости расширения и сжатия бетона и чугуна при воздействии окружающей температуры воздуха. К 1990 году инженерное исследование показало, что конструкция угрожает обрушиться.
Статуя была демонтирована в октябре и ноябре 1999 года в рамках подготовки к процессу реконструкции стоимостью 14 миллионов долларов США, в результате которого парк и постамент были восстановлены в их виде по состоянию на 1938 год. Скульптура была тщательно осмотрена и отремонтирована, некоторые детали были повторно отлиты, после чего вся она была покрыта лакокрасочной системой, в том числе светло-серым окончательным покрытием. Вулкан был установлен на вершине своей башни в июне 2003 года. После снятия лесов был смонтирован новый лифт и сооружена новая смотровая площадка с панорамным видом окрестностей. Статуя Вулкана и одноимённый парк были официально открыты в 2004 году, когда исполнилось 100 лет со дня создания этой скульптуры. Проект реставрации получил премию National Preservation Honor Award от Национального фонда охраны памятников истории в 2006 году.

Вид скульптуры
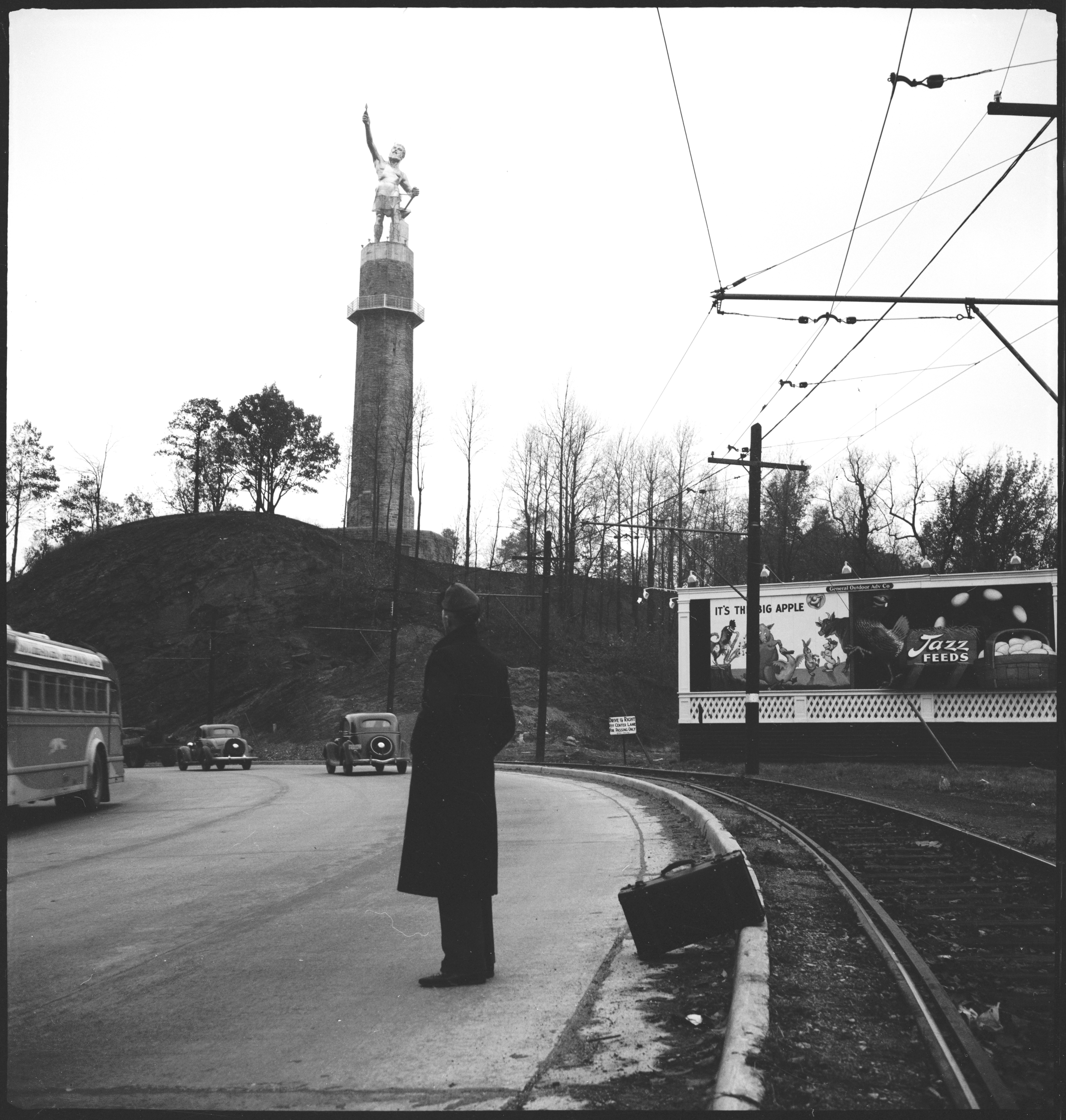
1935 год
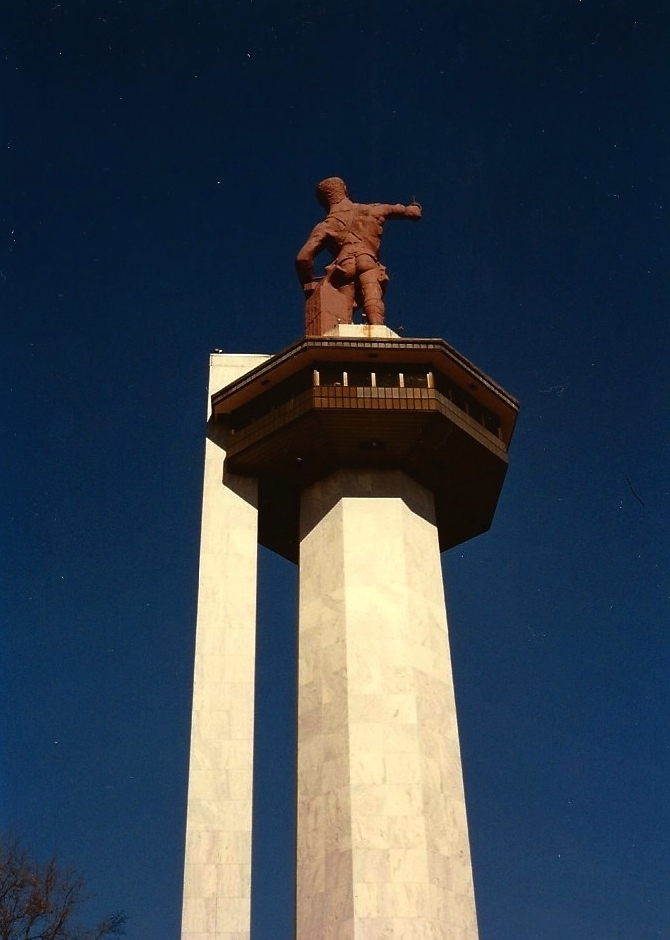
1990 год
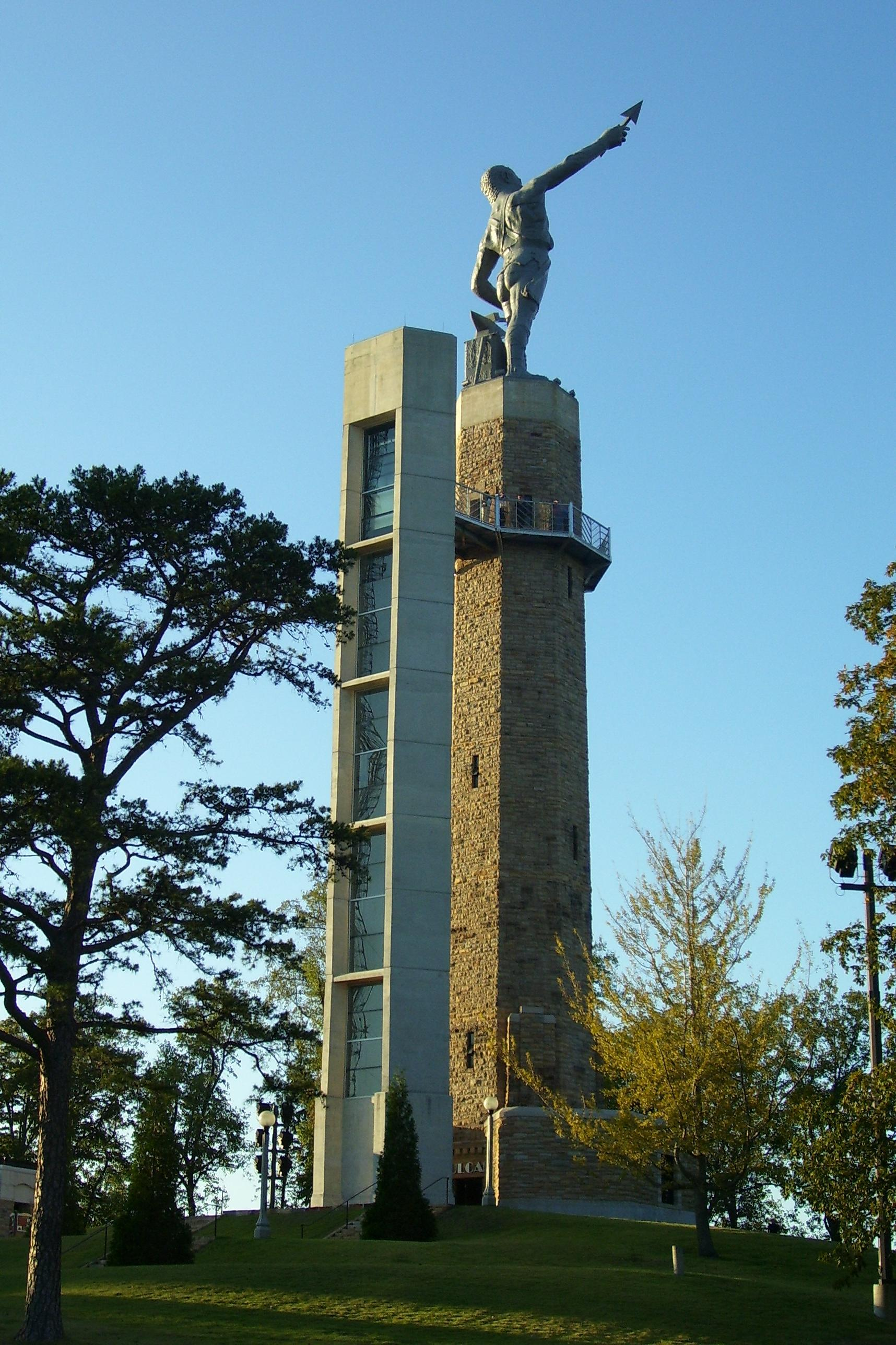
2006 год